# 皮亞諾維奇
49°34′21″N 23°12′14″E / 49.57250°N 23.20389°E
皮亞諾維奇（烏克蘭語：П'яновичі），是烏克蘭西部的村莊，隸屬利維夫州的桑比爾區。該村始建於1370年，面積8.61平方公里，海拔高度289米，2001年人口644，人口密度每平方公里74.8人。